# Solana de Llacs
La Solana de Llacs és la solana de la vall de Montanyó de Llacs. Delimitada a ponent pel Bony Blanc, la Collada del Bony Blanc i el Bony Negre; al nord per la serra del Bony Blanc, que davalla direcció nord-est; i al sud per la serra del Bony Negre, que descendeix direcció est-nord-est; davalla cap a la Ribera de Llacs.
«Llacs és el plural de llac, llot, fangar, per l'acumulació d'al·luvions a la confluència de la Vall del Muntanyó i les dues de Mussoles».